# María Fernanda Zúñiga
María Fernanda Zuñiga Cifuentes (Chile, 12 de septiembre de 1997) es una futbolista chilena que juega como arquera. Actualmente defiende los colores del club Unión Española de la Primera División de Chile.

## Trayectoria
Es formada en Palestino donde permaneció entre el 2015 hasta el 2018.
En 2019 es fichada en Universidad de Chile, un año después de su llegada logra ser titular indiscutida en el Torneo de Transición 2020 donde las leonas fueron subcampeonas ante Santiago Morning.
A comienzos de 2021 a pesar de partir de titular el año y lograr junto al equipo el segundo cupo a la Copa Libertadores Femenina 2020 derrotando a Colo-Colo, la llegada al club de la internacional Natalia Campos de cara a los compromisos del 2021, fue relegada al banco de suplentes, sin embargo fue parte de los planteles que fue Semifinalista de la Copa Libertadores Femenina 2020 y del título de Primera División 2021.
En 2022 y ya llevando 3 temporadas en la Universidad de Chile, recibe su primer contrato profesional dentro del plantel.

## Selección nacional
Fue parte de la Selección Sub-20 de Chile en el Sudamericano Sub-20 Femenino Brasil 2015.

## Clubes
| Club                    | País      | Año         |
| ----------------------- | --------- | ----------- |
| Palestino               | Chile     | 2015 - 2018 |
| Universidad de Chile    | Chile     | 2019 - 2022 |
| Estudiantes de La Plata | Argentina | 2023        |
| Unión Española          | Chile     | 2024- Act.  |

## Palmarés

### Títulos nacionales
| Título              | Club                 | País  | Año  |
| ------------------- | -------------------- | ----- | ---- |
| Campeonato Nacional | Universidad de Chile | Chile | 2021 |